# Fossa de Nankai
La fossa de Nankai 南海 トラフ (Nankai Torafu), en anglès Nankai Trough és una fossa submarina o més exactament, una depressió estructural linear (trough) situada al sud de l'illa Honshū al Japó. S'estén al llarg de 900 km del litoral. En la tectònica de plaques, la Fossa de Nankai marca una zona de subducció que és causada per la subducció de la placa del Mar de les Filipines per sota de part de la placa d'Euràsia del Japó. Dins la Fossa de Nankai hi ha una gran quantitat de sediments de la rasa deformes (Ike, 2004), per la qual cosa és un dels millors exemples de la Terra de prisma d'acreció. A més els estudis de reflexió sísmica han revelat la presència de muntanyes submarines en els sediments(Ike, 2004).

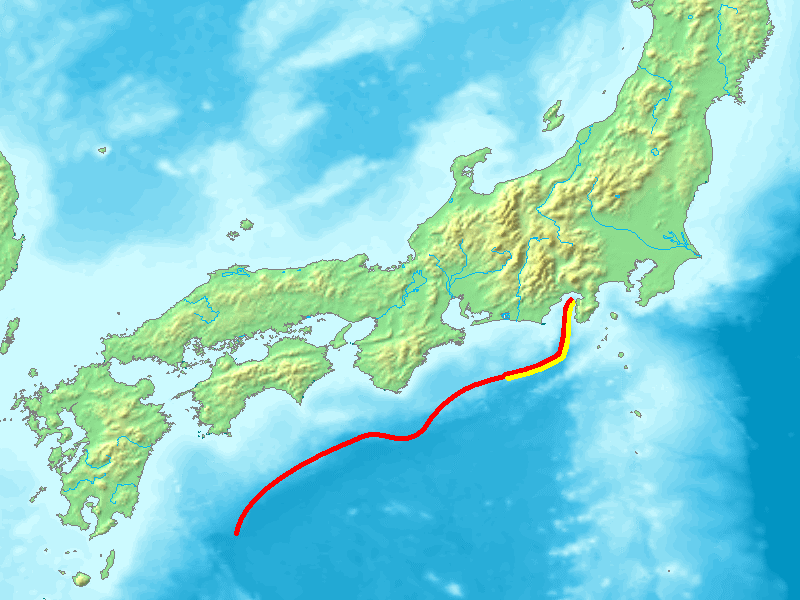
Localització de la fossa de Nankai.

El nom de "Nankai" significa "mar del sud".

## Sismicitat

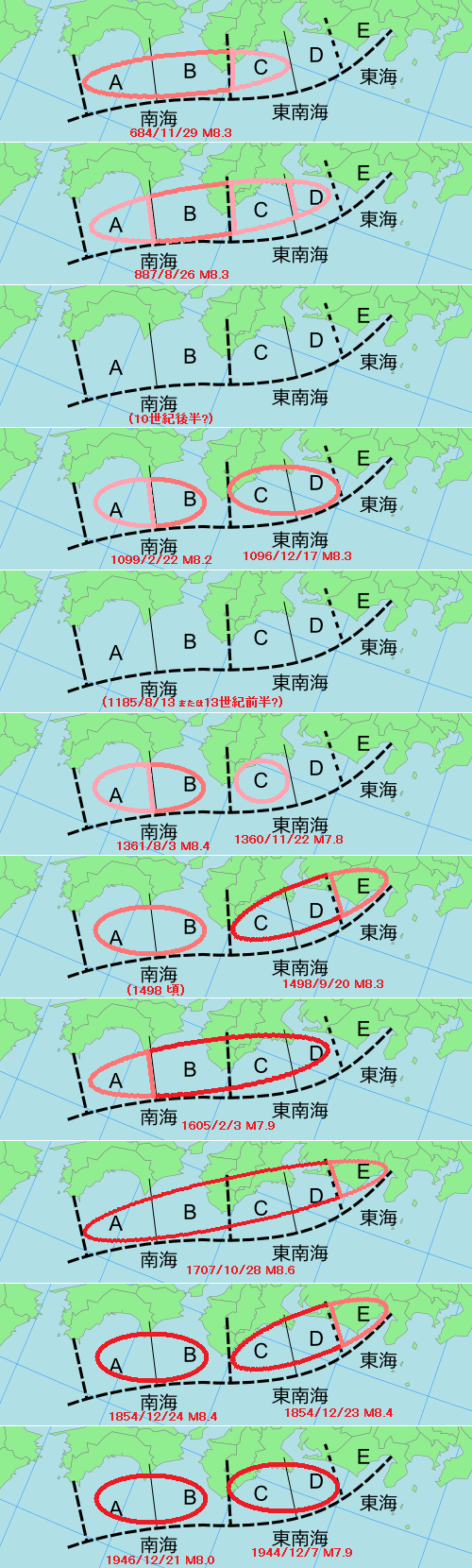
Historial de terratrèmols a la fossa Nankai-Tonankai-Tokai.

La fossa de Nankai és l'extensió prop de la superfície d'una zona d'activitat sísmica activa que es submergeix per sota del sud-oest del Japó.